# Бенелд (Іллінойс)
Бенелд (англ. Benld) — місто (англ. city) в США, в окрузі Макупін штату Іллінойс. Населення — 1464 особи (2020).

## Географія
Бенелд розташований за координатами 39°5′35″ пн. ш. 89°48′8″ зх. д. / 39.09306° пн. ш. 89.80222° зх. д. (39.092997, -89.802332).  За даними Бюро перепису населення США в 2010 році місто мало площу 2,75 км², уся площа — суходіл.

## Демографія
Згідно з переписом 2010 року, у місті мешкало 1556 осіб у 654 домогосподарствах у складі 416 родин. Густота населення становила 567 осіб/км².  Було 750 помешкань (273/км²).
Расовий склад населення:
| - 98,2 % — білих - 0,3 % — чорних або афроамериканців - 0,3 % — азіатів |

До двох чи більше рас належало 0,4 %. Частка іспаномовних становила 1,3 % від усіх жителів.
За віковим діапазоном населення розподілялося таким чином: 24,9 % — особи молодші 18 років, 57,9 % — особи у віці 18—64 років, 17,2 % — особи у віці 65 років та старші. Медіана віку мешканця становила 38,7 року. На 100 осіб жіночої статі у місті припадало 101,6 чоловіків;  на 100 жінок у віці від 18 років та старших — 93,2 чоловіків також старших 18 років.
Середній дохід на одне домашнє господарство  становив 46 684 долари США (медіана — 36 406), а середній дохід на одну сім'ю — 53 163 долари (медіана — 42 917). Медіана доходів становила 39 583 долари для чоловіків та 32 656 доларів для жінок. За межею бідності перебувало 22,5 % осіб, у тому числі 38,6 % дітей у віці до 18 років та 7,8 % осіб у віці 65 років та старших.
Цивільне працевлаштоване населення становило 673 особи. Основні галузі зайнятості: освіта, охорона здоров'я та соціальна допомога — 22,9 %, мистецтво, розваги та відпочинок — 13,2 %, роздрібна торгівля — 11,7 %, виробництво — 11,7 %.